# 南洋酒店

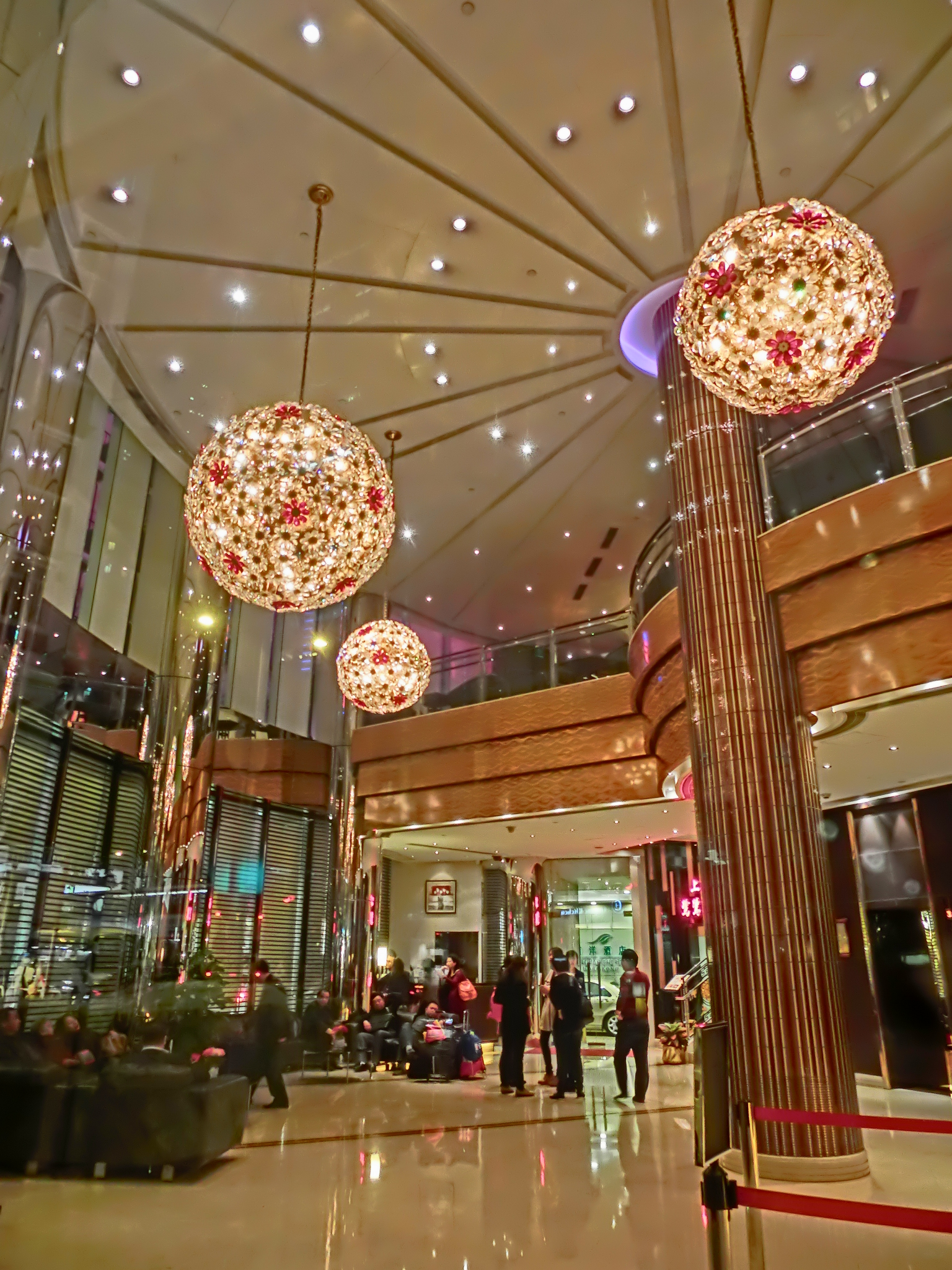
酒店大堂

南洋酒店（英語：South Pacific Hotel），為香港一間四星級酒店，位處於香港島銅鑼灣摩理臣山道23號，於1993年開幕，樓高28層，共提供298間客房，包括84間標準客房, 96間雅尚客房, 69間尊尚客房, 9間行政客房, 兩間家庭套房及21間開放式客房(套房)。南洋酒店鄰近時代廣場, 与铜锣湾港鐵站及香港会议展览中心距离较近，数分钟车程可达金鐘和中环，交通方便。酒店外形为椭圆形建築外形，外部主要使用玻璃幕墙。
2005年，南洋酒店進行了大規模的裝修工程。

## 酒店設施
- 健身室
- 商務中心
- 宴會廳
- 醫務室
- 餐廳
- 停車場

## 餐廳
- 雪園壹號 餐廳資料
- 栢斯餐廳餐廳資料 （页面存档备份，存于）

## 圖集

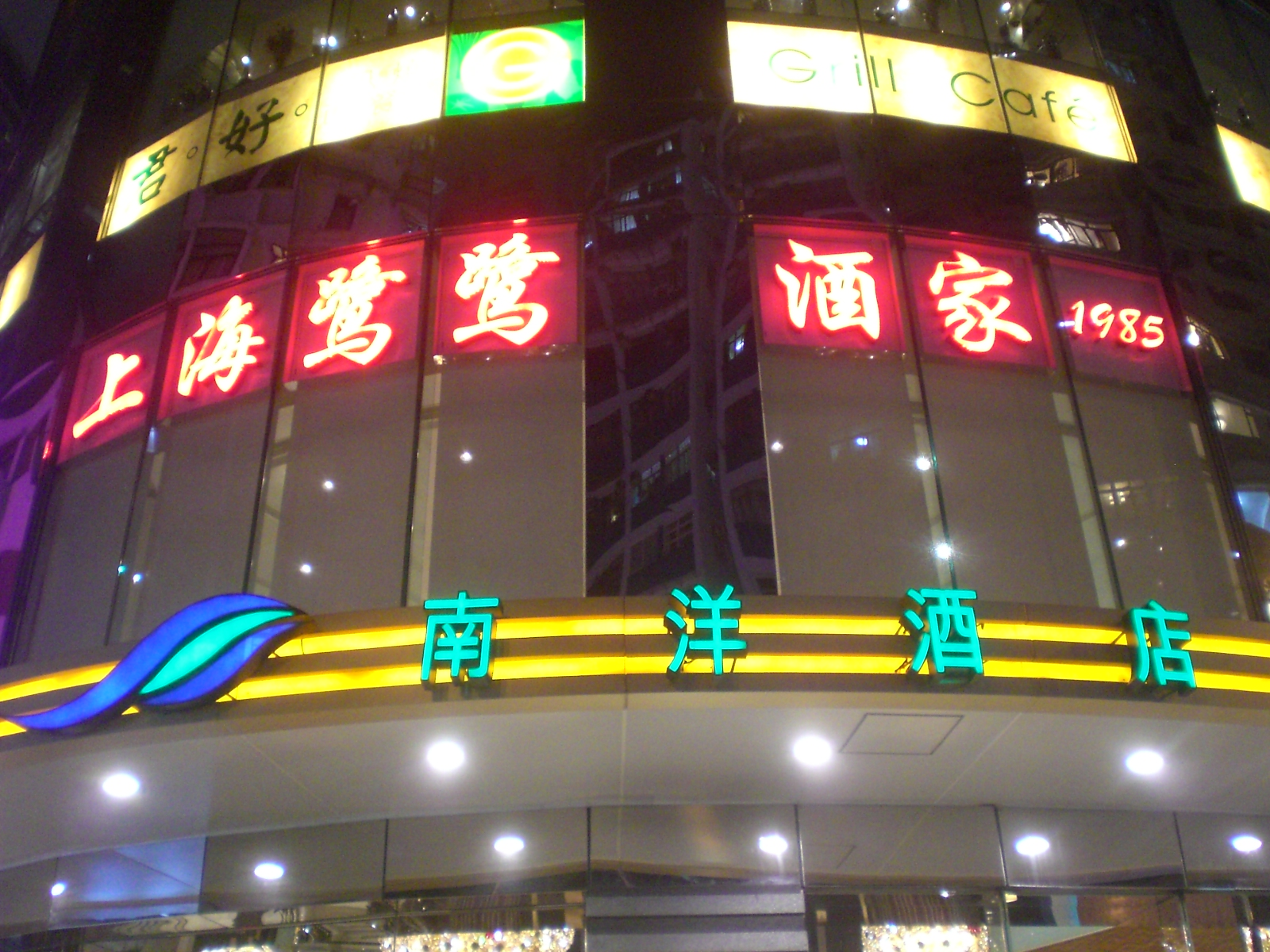
餐廳樓層
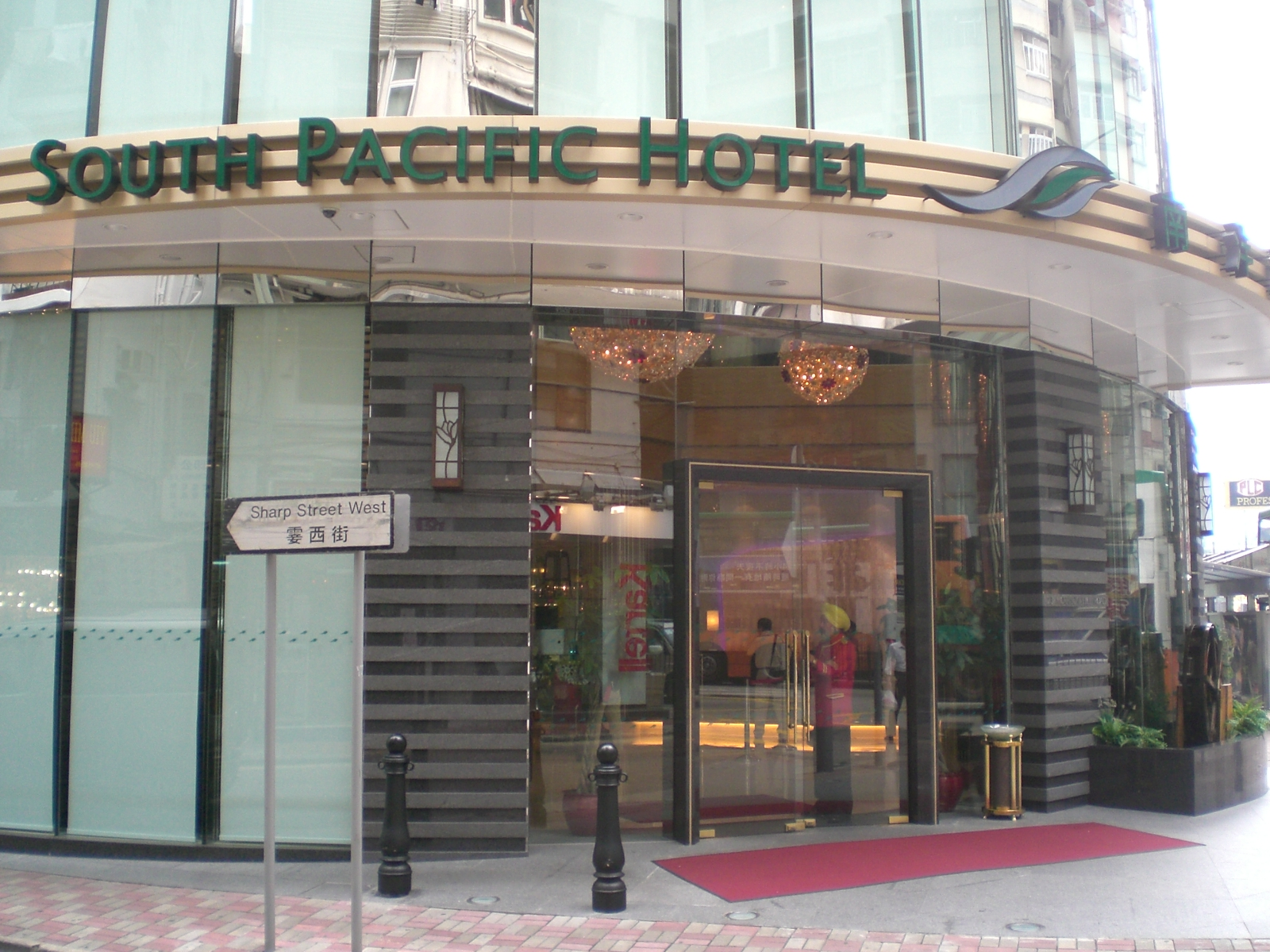
大堂入口

## 相關參看
- 南洋酒店綁架案
- 香港酒店列表

## 外部連結
- 南洋酒店 （页面存档备份，存于）